# Protaetia keyensis
Protaetia keyensis är en skalbaggsart som beskrevs av Moser 1914. Protaetia keyensis ingår i släktet Protaetia och familjen Cetoniidae. Inga underarter finns listade i Catalogue of Life.